# Buissy
Buissy ist eine französische Gemeinde mit 287 Einwohnern (Stand 1. Januar 2022) im Département Pas-de-Calais in der Region Hauts-de-France. Sie gehört zum Arrondissement Arras, zum Kanton Bapaume und zum Gemeindeverband Osartis Marquion.

## Lage
Die Gemeinde Buissy liegt im Osten des Départements Pas-de-Calais, 15 Kilometer westnordwestlich von Cambrai und 22 Kilometer südöstlich von Arras. Sie grenzt im Nordosten an Baralle, im Südosten an Inchy-en-Artois und im Südwesten an Pronville-en-Artois und Quéant sowie im Nordwesten an Villers-lès-Cagnicourt. 

## Bevölkerungsentwicklung
| Jahr                       | 1962 | 1968 | 1975 | 1982 | 1990 | 1999 | 2006 | 2012 | 2022 |
| -------------------------- | ---- | ---- | ---- | ---- | ---- | ---- | ---- | ---- | ---- |
| Einwohner                  | 263  | 255  | 212  | 202  | 216  | 229  | 242  | 249  | 287  |
| Quellen: Cassini und INSEE |      |      |      |      |      |      |      |      |      |

## Sehenswürdigkeiten

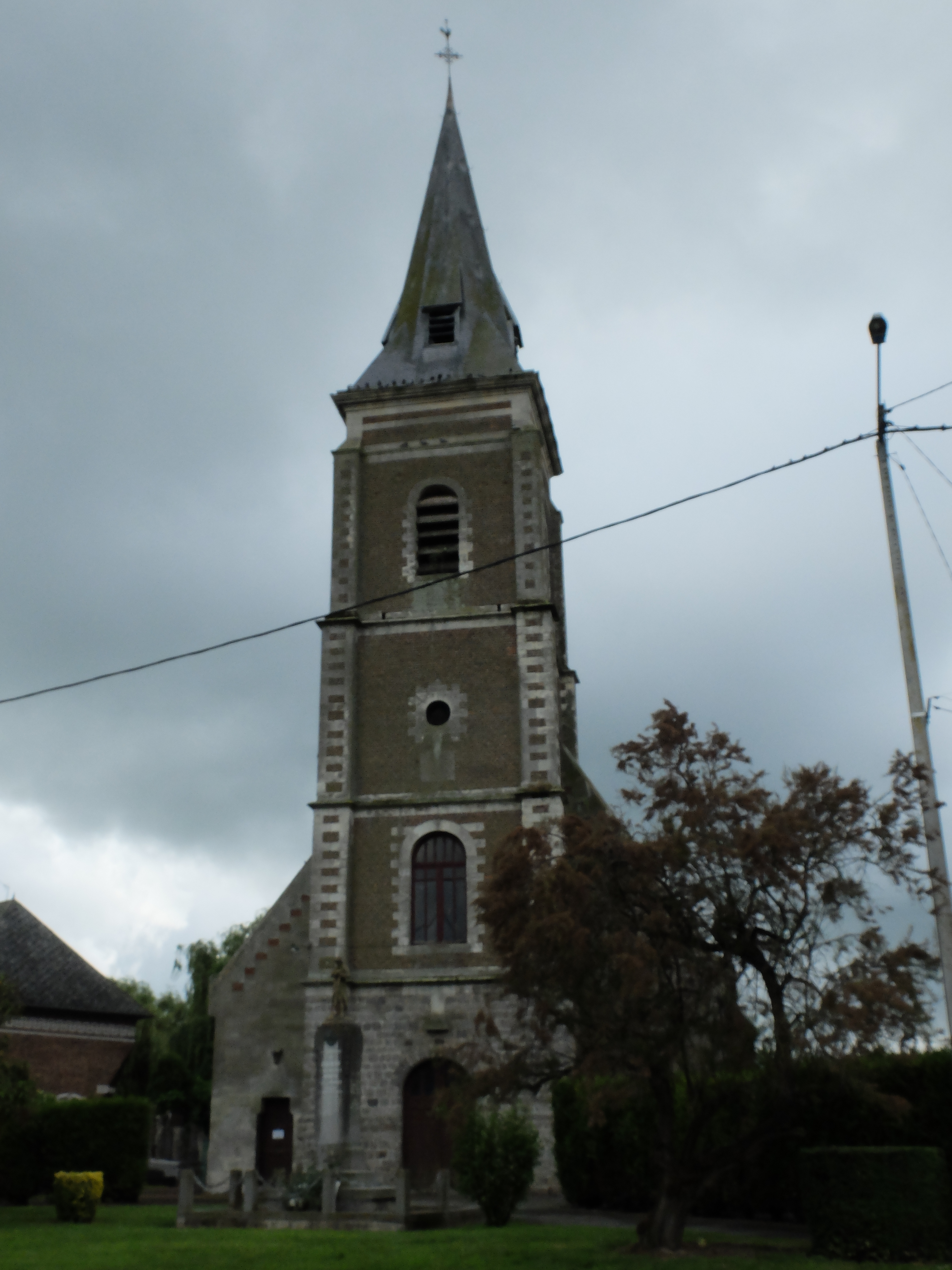
Kirche Saint-Médard
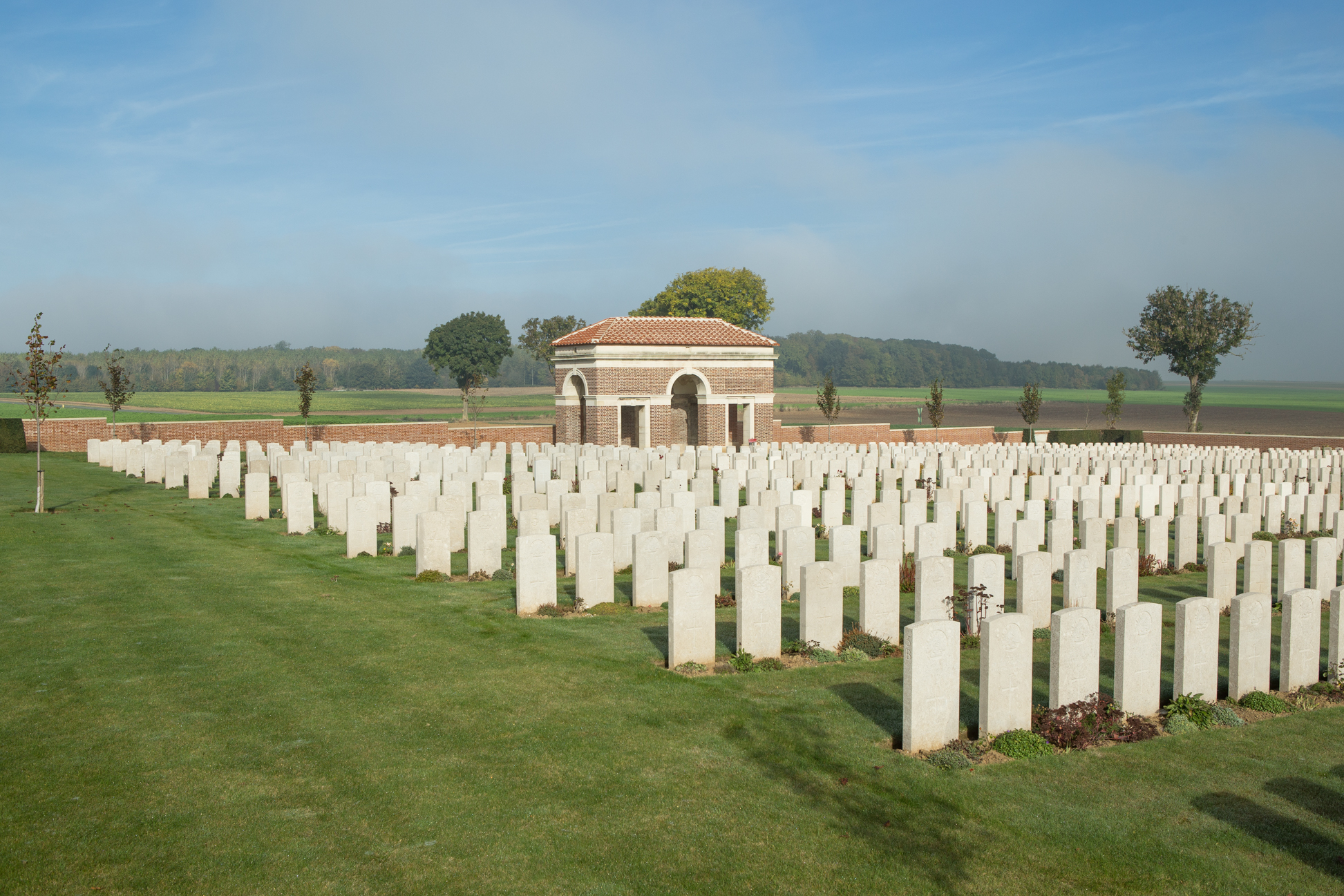
Soldatenfriedhof

- Wasserturm
- Soldatenfriedhof des Commonwealth

- Kirche Saint-Médard
- Soldatenfriedhof